# Фонтен, Логан
Лога́н Фонте́н (фр. Logan Fontaine; родился 25 марта 1999 года в Аржантане, Франция) — французский пловец, двукратный чемпион мира 2017 и 2024 годов, призёр чемпионатов мира и Европы. Специализируется в плавание на открытой воде.

## Биография
Логан Фонтен родился 25 марта 1999 года в городе Аржантане.
На чемпионате мира 2017 года французский пловец в составе команды Франции стал чемпионом мира в плавание на открытой воде.
В 2018 году в Шотландии на Европейском первенстве он сумел завоевать бронзовую медаль на дистанции 5 километров, уступив победителю 5,5 секунды.
На чемпионате планеты 2019 года в корейском Кванджу в первый соревновательный день, на дистанции 5 километров, он пришёл к финишу вторым, отстав от победителя на 10 секунд и опередив третьего призёра касанием.
На чемпионате мира 2024 года в Дохе выиграл золото на дистанции 5 км на открытой воде.